# 金生光
金生光（1965年—），中华人民共和国企业家，正平路桥建设股份有限公司总裁。2018年被评为改革开放40年百名杰出民营企业家。